# Molophilus (Molophilus) urodontus cephaliger
Molophilus (Molophilus) urodontus cephaliger is een ondersoort van de tweevleugelige Molophilus (Molophilus) urodontus uit de familie steltmuggen (Limoniidae). De ondersoort komt voor in het Palearctisch gebied.